# MC Милован
Милован Бошковић (Београд, 18. септембар 1973) српски је композитор, текстописац, продуцент и Ем-си. Познат је и по уметничким именима Ем-си Милован (лат. MC Milovan) и Миња (лат. Minya). Такође је члан групе Земље Грува! и учествовао је Евровизији 2022. године као композитор песме In corpore sano и као члан хора Констракте.

## Биографија
Музиком се бави од 1991. године, када је учествовао у позоришту Дадов. Осим што пише музику, Милован пева и свира гитару.  Завршио је Ветеринарски факултет у Београду.  Као своје узоре наводи музичаре као што су Кејплтон, Сизла, Џими Хендрикс, Крис Голдфингер, Баунти Килер. 

### Почеци каријере и Mistakemistake
Mistakemistake је бенд који је настао '90-их година, а ЕмСи Милован се након успешне аудиције придружује групи 2002. године. 

### Грувленд!
Након напуштања групе због жеље да експериментишу и изван оквира електронске музике, Констракта, Зое Кида, Шобаја и ЕмСи Милован оснивају бенд Земља Грува! и пријављују се на Беовизију 2008. године са песмом "Чудесни светови". 
Са оснивањем групе Земља грува! 2007. године започиње његов продуцентски рад, када осим на песмама групе, почиње да ради и на другим пројектима, као што су Којотов први албум „What Next“ и песме „Liberation Serbia“ (са Којотом и Вукашином из Irie FM) и „За Земун“ (СиЈа, Бата Барата и Вуду Попај).  Године 2010. оснива Грувленд!, музички студио у коме се такође бави стварањем ауторске музике Земље грува! и других. 

### Евровизија 2022. године
Евровизија 2022. године у Србији, а и шире, остаће препозната по нумери In corpore sano, за коју су заслужни Констракта и ЕмСи Милован. ЕмСи Милован учествовао је у стварању свих песама са Триптиха, као и претходне две песме које Констракта раније објавила.  Милован је пратио Констракту и на сцени Песме за Евровизију '22 и Песме Евровизије 2022. године као члан "Хора старих Латина". 

## Дискографија

### Вокал
- Coyote, Vukashin & ЕмСи Милован - Liberation Serbia (1999)
- Mistakemistake - Hipelectroragga2hopreggaestep (2004)
- Струка - Хало ‎(2004)
- Prototip - Vision (2005)
- CYA, Бата Барата, Вуду Попај & ЕмСи Милован - За Земун (2009)
- Hornsman Coyote & ЕмСи Милован - Glow Jah Light, Healing Force, Stay With Jah (2009)
- Rich Bitch & ЕмСи Милован - Србијао ‎(2009)
- Coyote & ЕмСи Милован - Cross The Earth (2010)
- СевдахБејби & ЕмСи Милован - Trans-Balkanique Express (2011)
- Констракта - Мекано (2022)

### Продуцент
- Hornsman Coyote - Glow Jah Light, Healing Force, Stay With Jah (2009)

### Композитор и аранжер
- Mistakemistake - Hipelectroragga2hopreggaestep (2004)
- Струка - Хало ‎(2004)
- Констракта - Жваке (2019)
- Констракта - Неам шамана (2019)
- Констракта - Мекано (2022)
- Констракта - Нобл (2022)
- Констракта - In corpore sano (2022)

### Инструмент
- Mistakemistake - Move On Dub (2004)
- Струка - Где је моја лова ‎(2004)
- Земља Грува! - Wtf Is Gruvlend? ‎(цео албум) (2012)